# Nørhald
Nørhald é um município da Dinamarca, localizado na região central, no condado de Arhus.
O município tem uma área de 201 km² e uma  população de 8 664 habitantes, segundo o censo de 2003.